# Herpestes ochraceus
Herpestes ochraceus is een zoogdier uit de familie van de mangoesten (Herpestidae). De wetenschappelijke naam van de soort werd voor het eerst geldig gepubliceerd door J.E. Gray in 1848.

## Voorkomen
De soort komt voor in Ethiopië, Kenia en Somalië.